# Područna nogometna liga Koprivnica 1975./76.
Područna nogometna liga Koprivnica, također i kao Prvenstvo Nogometnog saveza područja Koprivnica je bila liga petog stupnja nogometnog prvenstva Jugoslavije u sezoni 1975./76. 
 
Sudjelovalo je ukupno 11 klubova, a prvak je bio "Borac" iz Drnja. 

## Ljestvica
| mj. | klub                      | ut.                           | pob.                          | ner.                          | por.                          | gol+                          | gol-                          | bod                           |
| --- | ------------------------- | ----------------------------- | ----------------------------- | ----------------------------- | ----------------------------- | ----------------------------- | ----------------------------- | ----------------------------- |
| 1.  | Borac Drnje               | 19                            | 14                            | 1                             | 4                             | 60                            | 18                            | 29                            |
| 2.  | Podravec Torčec           | 19                            | 12                            | 3                             | 4                             | 55                            | 26                            | 27                            |
| 3.  | Graničar Legrad           | 18                            | 10                            | 2                             | 6                             | 55                            | 32                            | 22                            |
| 4.  | Mladost Sigetec           | 18                            | 8                             | 3                             | 7                             | 38                            | 34                            | 19                            |
| 5.  | Omladinac Kalinovac       | 19                            | 8                             | 3                             | 8                             | 47                            | 62                            | 18 (-1)                       |
| 6.  | Lokomotiva Koprivnica     | 18                            | 8                             | 1                             | 9                             | 64                            | 58                            | 17                            |
| 7.  | Bratstvo Kunovec          | 18                            | 7                             | 2                             | 9                             | 35                            | 47                            | 14 (-1)                       |
| 8.  | Mladost Koprivnički Bregi | 18                            | 6                             | 1                             | 11                            | 50                            | 58                            | 13                            |
| 9.  | Borac Imbriovec           | 18                            | 5                             | 3                             | 10                            | 35                            | 59                            | 13                            |
| 10. | Udarnik Zablatje          | 18                            | 0                             | 4                             | 14                            | 27                            | 72                            | 4                             |
|     | Partizan Križevci         | natjecali se van konkurencije | natjecali se van konkurencije | natjecali se van konkurencije | natjecali se van konkurencije | natjecali se van konkurencije | natjecali se van konkurencije | natjecali se van konkurencije |

## Rezultatska križaljka
| kratica | klub                      | BORD | BORI | BRA | GRA | LOK | MLAKB | MLAS | OML | POD | UDA | PAR |
| --- | ------------------------- | ---- | ---- | --- | --- | --- | ----- | ---- | --- | --- | --- | --- |
| BORD | Borac Drnje               |      |      |     |     |     |       |      |     |     |     |     |
| BORI | Borac Imbriovec           |      |      |     |     |     |       |      |     |     |     |     |
| BRA | Bratstvo Kunovec          |      |      |     |     |     |       |      |     |     |     |     |
| GRA | Graničar Legrad           |      |      |     |     |     |       |      |     |     |     |     |
| LOK | Lokomotiva Koprivnica     |      |      |     |     |     |       |      |     |     |     |     |
| MLAKB | Mladost Koprivnički Bregi |      |      |     |     |     |       |      |     |     |     |     |
| MLAS | Mladost Sigetec           |      |      |     |     |     |       |      |     |     |     |     |
| OML | Omladinac Kalinovac       |      |      |     |     |     |       |      |     |     |     |     |
| POD | Podravec Torčec           |      |      |     |     |     |       |      |     |     |     |     |
| UDA | Udarnik Zablatje          |      |      |     |     |     |       |      |     |     |     |     |
| PAR | Partizan Križevci         |      |      |     |     |     |       |      |     |     |     |     |
| |                           |      |      |     |     |     |       |      |     |     |     |     |
| podebljan rezultat - utakmice od 1. do 11. kola (1. utakmica između klubova) rezultat normalne debljine - utakmice od 12. do 22. kola (2. utakmica između klubova) rezultat nakošen - nije vidljiv redoslijed odigravanja međusobnih utakmica iz dostupnih izvora rezultat smanjen * - iz dostupnih izvora nije uočljiv domaćin susreta prekrižen rezultat - poništena ili brisana utakmica p - utakmica prekinuta 3:0 p.f. / 0:3 p.f. - rezultat 3:0 bez borbe n.i. - nije igrano |                           |      |      |     |     |     |       |      |     |     |     |     |

 Izvori:

## Unutarnje poveznice
- Zagrebačka zona – Sjever 1975./76.
- Općinska A liga NSP Koprivnica 1975./76.